# Русень (Єдинецький район)
Русень (рум. Ruseni) — село в Єдинецькому районі Молдови. Адміністративний центр однойменної комуни, до складу якої також входить село Слободка.